# Greenville (South Carolina)
Greenville is een plaats (city) in de Amerikaanse staat South Carolina, en valt bestuurlijk gezien onder Greenville County.

## Demografie
Bij de volkstelling in 2000 werd het aantal inwoners vastgesteld op 56.002.
In 2006 is het aantal inwoners door het United States Census Bureau geschat op 57.428, een stijging van 1426 (2.5%).

## Geografie
Volgens het United States Census Bureau beslaat de plaats een oppervlakte van
67,6 km², waarvan 67,5 km² land en 0,1 km² water. Greenville ligt op ongeveer 289 m boven zeeniveau.
In de county liggen de berg Paris Mountain en het park Paris Mountain State.

## Plaatsen in de nabije omgeving
De onderstaande figuur toont nabijgelegen plaatsen in een straal van 8 km rond Greenville.

## Zustersteden
- Kortrijk

## Geboren in Greenville
- Charles Townes (1915-2015), natuurkundige en Nobelprijswinnaar (1964)
- Bo Hopkins (1938-2022), acteur
- John Casper (1943), astronaut
- Dorothy Allison (1949-2024), feministische romanschrijfster, essayiste en dichteres
- Jaimie Alexander (1984), actrice